# John Ormsby Johnson
John Ormsby Johnson fue un oficial de la Royal Navy que sirvió en la Guerra de Crimea.

## Biografía
John Ormsby Johnson nació el 11 de agosto de 1822.
El 20 de septiembre de 1835 ingresó a la marina británica. El 28 de junio de 1844 fue promovido al grado de teniente y el 27 de mayo de 1849 a comandante.
El 17 de febrero de 1852 casó con Edith Renira, hermana del reverendo Charles Edward Twyford, de Trotton, Sussex.
El 2 de julio de 1852 recibió su primer mando, el del transporte de tropas acorazado HMS Megaera. Al frente del HMS Megaera sirvió en la Guerra de Crimea hasta su finalización en 1856.
El 10 de mayo de 1856 fue ascendido a capitán pero debió esperar hasta el 27 de noviembre de 1861 para recibir un nuevo mando, el del HMS Satellite, corbeta a vapor con la que partió de Plymouth para sumarse a la estación naval británica en el Atlántico Sur.
Allí participó del bloqueo del puerto de Río de Janeiro junto a la fragata HMS Forte, buque insignia al mando del capitán Thomas Saumarez, la balandra HMS Stromboli (comandante Arthur Robert Henry), la HMS Curlew (comandante Charles Stuart Forbes) y la cañonera HMS Doterel, y capturó cinco barcos que estaban anclados en esa bahía, en el punto más álgido de la llamada Cuestión Christie, grave conflicto que llevó a la ruptura de relaciones diplomáticas entre el Imperio de Brasil y Gran Bretaña.
El 5 de mayo de 1862 dejó el mando de la Satellite por invalidez y regresó a su patria.
Entre el 28 de abril de 1863 y el 27 de abril de 1866 comandó el HMS Pembroke, viejo navío de línea de tercer rango (74 cañones) afectado al servicio de guardacostas que operaba desde Harwick.
Entre el 25 de julio de 1867 y el 29 de noviembre de 1870 fue comandante de la HMS Liffey, fragata a hélice afectada inicialmente a la costa sur de Irlanda, con la que en septiembre de 1868 viajó a las Indias Occidentales y que en junio de 1869 pasó a integrar el Flying Squadron, división especial de la Royal Navy creada como unidad de intervención rápida global. Compuesta también por el HMS Liverpool (buque insignia), el Barrosa, Endymion, Phoebe y Scylla, zarpó de Portsmouth el 18 de julio de 1869 y después de circunnavegar el globo regresó a Gran Bretaña en noviembre de 1870, después de navegar 53000 millas.
Tras pasar a retiro en 1874, el 11 de junio de ese año fue reconocido en el grado de contralmirante, y el 1 de febrero de 1879 fue promovido al grado de vicealmirante retirado.
El 26 de febrero de 1881 murió en Ipswich. 